# العلاقات الزامبية السورينامية
العلاقات الزامبية السورينامية هي العلاقات الثنائية التي تجمع بين زامبيا وسورينام.

## مقارنة بين البلدين
هذه مقارنة عامة ومرجعية للدولتين:
| وجه المقارنة                                              | زامبيا                         | سورينام                        |
| --------------------------------------------------------- | ------------------------------ | ------------------------------ |
| المساحة (كم2)                                             | 752.62 ألف                     | 163.27 ألف                     |
| عدد السكان (نسمة)                                         | 17.09 مليون                    | 563.40 ألف                     |
| الكثافة السكانية (ن./كم²)                                 | 22.71                          | 3.45                           |
| العاصمة                                                   | لوساكا                         | باراماريبو                     |
| اللغة الرسمية                                             | لغة إنجليزية                   | اللغة الهولندية                |
| العملة                                                    | كواشا زامبي، كواشا زامبي قديم ‏ | دولار سورينامي، غيلدر سورينامي |
| الناتج المحلي الإجمالي (بليون دولار)                      | 25.81 مليار                    | 3.32 مليار                     |
| الناتج المحلي الإجمالي (تعادل القوة الشرائية) بليون دولار | 62.18 مليار                    | 9.07 مليار                     |
| الناتج المحلي الإجمالي الاسمي للفرد دولار أمريكي          | 1.30 ألف                       | 9.48 ألف                       |
| الناتج المحلي الإجمالي للفرد دولار أمريكي                 | 3.90 ألف                       | 16.64 ألف                      |
| مؤشر التنمية البشرية                                      | 0.586                          | 0.714                          |
| رمز المكالمات الدولي                                      | +260                           | +597                           |
| رمز الإنترنت                                              | .zm                            | .sr                            |
| المنطقة الزمنية                                           | ت ع م+02:00                    | 00                             |

## منظمات دولية مشتركة
يشترك البلدان في عضوية مجموعة من المنظمات الدولية، منها:
| علم المنظمة | اسم المنظمة                                 | تاريخ انضمام زامبيا | تاريخ انضمام سورينام |
| ----------- | ------------------------------------------- | ------------------- | -------------------- |
|             | الاتحاد البريدي العالمي                     | ?                   | ?                    |
|             | يونسكو                                      | 9 نوفمبر 1964       | 16 يوليو 1976        |
|             | البنك الدولي للإنشاء والتعمير               | 23 سبتمبر 1965      | 27 يونيو 1978        |
|             | منظمة التجارة العالمية                      | ?                   | ?                    |
|             | وكالة ضمان الاستثمار متعدد الأطراف          | 6 يونيو 1988        | 2 يوليو 2003         |
|             | الاتحاد الدولي للاتصالات                    | 23 أغسطس 1965       | 15 يوليو 1976        |
|             | منظمة الشرطة الجنائية الدولية               | ?                   | ?                    |
|             | مؤسسة التمويل الدولية                       | 23 سبتمبر 1965      | 1 سبتمبر 2011        |
|             | الأمم المتحدة                               | 1 ديسمبر 1964       | 4 ديسمبر 1975        |
|             | مجموعة دول أفريقيا والكاريبي والمحيط الهادئ | ?                   | ?                    |
|             | منظمة حظر الأسلحة الكيميائية                | ?                   | ?                    |

## وصلات خارجية
- موقع وزارة الخارجية السورينامية